# Herman Nankman
Herman Nankman (* 3. März 1897 in Groningen; † 29. Dezember 1973 ebenso) war ein niederländischer Radrennfahrer.
Herman Nankmann wurde 1922 niederländischer Meister im Straßenrennen. Bekannt geworden war er bei Wettbewerben auf der Radrennbahn (Julianabaantje) von Groningen. 1927 wurde er nordholländischer Meister über 1000 Meter auf dem Hometrainer. Im selben Jahr beendete er seine Profi-Karriere (die er 1917 begonnen hatte), fuhr aber noch bis in die 1930er Jahre hinein Bahnrennen als Amateur.
Um seinen Sieg bei der nationalen Meisterschaft rankt sich eine Anekdote: Nankman (Spitzname: Nankipo) befand sich in der führenden Gruppe des Pelotons, zusammen mit Piet und Klaas van Nek, als er bemerkte, dass er seine Luftpumpe verloren hatte, zu jener Zeit ein unverzichtbares Utensil. Er beschloss, zurückzufahren, obwohl er riskierte, den Anschluss zu verlieren. Inzwischen hatte ein Streckenhelfer jedoch versehentlich die führenden Fahrer in die falsche Richtung geschickt. Nankman fand seine Pumpe, fuhr schnellstens zurück, war unversehens in Führung und überquerte als erster die Ziellinie.
Später führte Nankman in seiner Heimatstadt ein renommiertes Taxiunternehmen.